# Драчки амфитеатър
Драчкият амфитеатър е разположен в центъра на град Драч (Дуръс), главното пристанище на Албания, на 35 km от столицата.
Представлява голям римски амфитеатър, построен през 2 век, по времето на император Траян. Той е измежду най-големите паметници на Античността, а според пътеводителя Blue Guide на Джеймс Патифър е най-голям на Балканския полуостров. Това е единственият паметник от този вид на албанска територия.
Паметникът притежава забележителни функционални и конструктивни архитектурни ценности. Капацитетът му е 15 000 – 20 000 души. Има формата на елипса с размери 132,4 х 113,2 m и височина 20 m. Размерът на арената е 61,4 х 42,2 m. Конструкцията е поддържана от система от каменни сводове, обграждаща целия обект. Местата за сядане са били покрити с бели плочи. По време на археологически проучвания през 1960 година е разкопана само 1/3 от амфитеатъра. Систематичните разкопки започват през 1966 година, когато са разкрити пръстеновидни и радиални галерии на различни нива. По-голямата част от паметника лежи в основата на хълм.
През годините на съществуването си амфитеатърът няколко пъти е бил плячкосван. През 5 век той престава да бъде използван по основното си предназначение за гладиаторски борби. През 6 век в една от галериите е построен погребален параклис, посветен на Свети Астий, първият епископ и мъченик на Драч. Той е значително свидетелство за произхода на християнството в града. Параклисът е известен с красивите си ръчно изработени мозайки с различни фигури, които украсяват стените му. Най-известен е образът на „Красавицата на Дуръс“ – жена с дълго лице и събрана на главата си коса. Лицето ѝ е загадъчно и изражението ѝ е леко отдалечено, сякаш е извърнала погледа си назад в далечното минало.
Днес терените, непосредствено до амфитеатъра, са заети от съвременни сгради, които са разположени и върху част от него. Изготвени са възстановителни и рехабилитационни проекти за да може тази забележителност да се интегрира в цялостното развитие на града. Амфитеатърът е заобиколен от други важни археологически обекти и е разположен в близост до Археологическия музей на града, който излага голям брой ценни археологически находки. Ръководството на Драч разчита, че амфитеатърът ще играе важна роля в бъдещето развитие на културния туризъм в Албания.
Амфитеатърът е публична собственост на Института за паметниците на културата и се управлява под негова юрисдикция. Той носи отговорността за проектиране и реконструкция на амфитеатъра, както и упражнява надзор над средствата, получени за тази цел. Къщите, построени в близост до него, ще бъдат разрушени и собствениците компенсирани, според съществуващите закони в Албания. През 2013 година амфитеатърът, заедно с 13 други забележителности, е включен в списъка на най-застрашените обекти на културното наследство в Европа.
Днес Дуръс се е превърнал в популярна туристическа дестинация и е кандидат за обект на световното наследство на ЮНЕСКО.
- Сградите в непосредствена близост до амфитеатъра
- Галериите на различни нива
- Част от галериите
- Галериите
- Параклисът
- Каменен купел за кръщение пред галерия на амфитеатъра

- Мозайките в параклиса